# Сатупаитеа
 Сатупаитеа  (самоан. Satupa'itea) — административный округ Самоа. Население — 5304 человек (2011). Состоит из двух территорий на острове Савайи. Общая площадь — 127 км². Административный центр — Гаутаваи.
Верховный вождь округа носит титул Тонумаипеа.